# رقابت (فیلم ۲۰۰۴)
رقابت (انگلیسی: Challenge) یک فیلم ورزشی و درام هندی به زبان تلوگو محصول سال ۲۰۰۴ به کارگردانی و نویسندگی اس. اس. راجامولی با بازی نیتین، جنلیا دی‌سوزا و پرادیپ راوات است. فیلم فضای بازی راگبی ۱۵ نفره را دارد. در این فیلم، دو گروه رقیب در یک کالج - علم به رهبری پرودوی و هنر به رهبری شاشانک - برای برتری از طریق بازی راگبی مبارزه می‌کنند تا اینکه یک گانگستر محلی بهیکشو یاداو کالج آنها را تصاحب می‌کند.

## داستان
پرودوی (نیتین) و شاشانک رهبران دو گروه دانشجویی متخاصم در کالج حیدرآباد (هند) هستند. آنها به بازی راگبی علاقه دارند و با بازی راگبی برای اثبات برتری، همه چیز را بین خود حل می‌کنند. یک روز، یک رهبر مافیای محلی بهیکشو یاداو (پرادیپ راوات) اخطاریه دادگاه دریافت می‌کند که زمین کالج را از وارثان قانونی آن خریداری کرده‌است. گروه‌های پرودوی و ساشانک با فراموش کردن اختلافات خود با هم متحد می‌شوند تا زمین را برای کالج به دست آورند.

## گیشه
این فیلم یک نمایش موفق ۳۶۵ روزه در یک مرکز داشت. ۱۱ کرور سهم در باکس آفیس جمع‌آوری کرد. فیلم تا سال ۲۰۰۴ گران‌ترین فیلم در کارنامه راجامولی بود زیرا با بودجه تقریبی ۱۰ کرور روپیه ساخته شد.